# Anna Mucha
Anna Maria Mucha (ur. 26 kwietnia 1980 w Warszawie) – polska aktorka, producentka teatralna, prezenterka.
Aktorską karierę rozpoczęła jako dziecko, grając m.in. w filmach Korczak Andrzeja Wajdy czy Lista Schindlera Stevena Spielberga. W kolejnych latach występowała w popularnych polskich produkcjach, takich jak Panna Nikt, Młode wilki 1/2, Chłopaki nie płaczą czy Och, Karol 2. Stałą rozpoznawalność przyniosła jej rola Magdy Marszałek w serialu M jak miłość, w którym gra od 2003. Jest aktorką i producentką spektakli objazdowych. Brała udział w kilku programach rozrywkowych jako uczestniczka bądź jurorka.

## Życiorys
Urodziła i wychowała się w Warszawie. Kiedy była dzieckiem, jej rodzice rozwiedli się. Jej tata wyemigrował za granicę i założył nową rodzinę.
W wieku dziewięciu lat zadebiutowała na dużym ekranie rolą Sabinki w filmie Andrzeja Wajdy Korczak (1990). Następnie kontynuowała karierę aktorską, grając główne role w takich filmach jak: Przeklęta Ameryka (1991) Krzysztofa Tchórzewskiego, Panna Nikt (1996) Andrzeja Wajdy czy Młode wilki 1/2 (1997) Jarosława Żamojdy. Zagrała także Dankę Dresner w Liście Schindlera (1993) Stevena Spielberga. Wcielała się w Klarę, córkę Doroty i Michała Lindnerów w serialu TVP Matki, żony i kochanki (1996, 1998) oraz wystąpiła w kilku spektaklach Teatru Telewizji.
Ukończyła II Liceum Ogólnokształcące im. Stefana Batorego w Warszawie (matura 1999). Studiowała w Instytucie Stosowanych Nauk Społecznych Uniwersytetu Warszawskiego. Po ukończeniu liceum ograniczyła karierę aktorską na czas studiów; w tym czasie zagrała w filmie Chłopaki nie płaczą (2000) i pojawiła się epizodycznie w Życiu jako śmiertelnej chorobie przenoszonej drogą płciową (2000).
W 2003 dołączyła do stałej obsady serialu M jak miłość, w którym wciela się w Magdę Budzyńską (z d. Marszałek). W 2005 wystąpiła w teledysku do piosenki Kayah i Krzysztofa Kiljańskiego „Prócz ciebie nic” oraz poprowadziła audycję Gadu Gadu w Radiostacji. W 2006 współprowadziła 31. Festiwal Polskich Filmów Fabularnych w Gdyni; jej kreacja i niewybredne komentarze wywołały wzburzenie środowiska, w związku z tym organizator odsunął ją od wydarzenia. W tym samym roku zadebiutowała jako aktorka teatralna w Bombie Macieja Kowalewskiego w Teatrze na Woli.
Wiosną 2007 była reporterką programu Dzień dobry TVN, dla którego prowadziła cykl podróżniczy pt. Mucha nie siada. Od września 2007 do lipca 2008 przebywała w Nowym Jorku, gdzie uczęszczała na zajęcia z aktorstwa w Lee Strasberg Theatre and Film Institute. W maju 2008 współprowadziła galę Wiktorów, a jesienią tego samego roku uczestniczyła w czwartej edycji programu rozrywkowego Polsatu Jak oni śpiewają. 
W 2009 została ambasadorką Ogólnopolskich Spotkań Filmowych „Kameralne Lato” w Radomiu oraz wzięła udział w happeningu zorganizowanym z okazji wmurowania kamienia węgielnego pod budową Gdańskiego Teatru Szekspirowskiego i wyreżyserowanym przez Andrzeja Wajdę. Przełom w jej karierze nastąpił, kiedy to jesienią tego samego roku zwyciężyła w parze z Rafałem Maserakiem w finale 10. edycji programu rozrywkowego TVN Taniec z gwiazdami; nagrodę za zwycięstwo w programie, statuetkę Kryształowej Kuli, przekazała na rzecz Fundacji TVN „Nie jesteś sam”. Podczas udziału w programie schudła 13 kg i zmieniła wizerunek na bardziej podkreślający jej kobiecą seksualność, co wzbudziło zainteresowanie mediów. W tym samym roku wystąpiła w rozbieranej sesji do polskiej edycji „Playboya”, a wydanie z jej udziałem uchodzi za najszybciej sprzedające się w historii polskiej edycji tego miesięcznika. Rok później na łamach periodyku były publikowane jej felietony.
W następnych latach kontynuowała współpracę z TVN: zagrała w czwartym sezonie serialu Teraz albo nigdy! (2009) i drugim sezonie serialu Usta usta (2010), była jurorką w piątej edycji programu You Can Dance – Po prostu tańcz (2010) oraz zagrała bokserkę Monikę Milewską, główną bohaterkę serialu Prosto w serce (2010–2011). W 2011 po wieloletniej przerwie wystąpiła w filmie pełnometrażowym, wcielając się w Mirę w komedii romantycznej Och, Karol 2. Rola przyniosła jej nominację do Złotej Kaczki dla najlepszej aktorki. Także w tym roku zadebiutowała jako producentka, realizując film dokumentalny Wędrowcy. Wigilia 2010. 

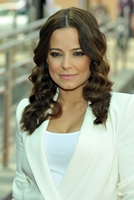
Mucha (2013)

Zagrała główną rolę w farsie Single i remiksy (2012) w reżyserii Olafa Lubaszenki w stołecznym Teatrze Capitol oraz jej kontynuacji Single po japońsku (2016). W 2013 założyła Instytut „Kosmopolis” Fundację Nauki, Kultury i Edukacji. W 2015 wydała książkę pt. Toskania, że mucha nie siada.  
Od 2020 jest producentką spektaklu Przygoda z ogrodnikiem, w którym gra główną rolę, Dziką Cindy, a także wyprodukowała kilka innych spektakli teatralnych, m.in. Nadzieja czy Wacław rządzi. Równolegle do kariery teatralnej zagrała w trzeciej (2019) i czwartej (2022) części serii Kogel-mogel oraz zagrała jedne z głównych ról w filmach Patryka Vegi Miłość, seks & pandemia (2021) i Niewidzialna wojna (2022). Była także kapitanką jednej z drużyn w teleturnieju TVP2 To był rok! (2019) oraz jurorką w drugiej edycji programu rozrywkowego TVP2 Dance Dance Dance (2020) i Czas na show. Drag me out (2024) emitowanego przez TVN. 

## Życie prywatne
W latach 2003–2007 pozostawała w nieformalnym związku z dziennikarzem Kubą Wojewódzkim. Ze związku z Marcelem Sorą ma dwoje dzieci, córkę Stefanię (ur. 2011) i syna Teodora (ur. 2014). Od 2020 pozostaje w związku z aktorem Jakubem Wonsem.
Deklaruje się jako ateistka.

## Filmografia
| Filmy fabularne     |                                                         |                                                                 |                           |
| Rok                 | Tytuł                                                   | Rola                                                            | Reżyseria                 |
| 1990                | Korczak                                                 | Sabinka                                                         | Andrzej Wajda             |
| 1990                | Femina                                                  | dziewczynka                                                     | Piotr Szulkin             |
| 1991                | Przeklęta Ameryka                                       | Karolina                                                        | Krzysztof Tchórzewski     |
| 1992                | Sprawa kobiet                                           | Agnes                                                           | Claude Chabrol            |
| 1993                | Lista Schindlera                                        | Danka Dresner                                                   | Steven Spielberg          |
| 1994                | Szczur                                                  | Marysia                                                         | Jan Łomnicki              |
| 1996                | Panna Nikt                                              | Kasia                                                           | Andrzej Wajda             |
| 1997                | Młode wilki 1/2                                         | Ania                                                            | Jarosław Żamojda          |
| 2000                | Życie jako śmiertelna choroba przenoszona drogą płciową | asystentka                                                      | Krzysztof Zanussi         |
| 2000                | Chłopaki nie płaczą                                     | prostytutka Lili                                                | Olaf Lubaszenko           |
| 2011                | Och, Karol 2                                            | lesbijka Mira                                                   | Piotr Wereśniak           |
| 2014                | Sąsiady                                                 | Niewierząca Sąsiadka                                            | Grzegorz Królikiewicz     |
| 2015                | Wkręceni 2                                              | reżyserka                                                       | Piotr Wereśniak           |
| 2016                | Pitbull. Nowe porządki                                  | Kinia                                                           | Patryk Vega               |
| 2019                | Miszmasz, czyli kogel-mogel 3                           | Inspektor Bożena Dudała                                         | Kordian Piwowarski        |
| 2021                | Miłość, seks & pandemia                                 | Kaja                                                            | Patryk Vega               |
| 2022                | Koniec świata, czyli kogel-mogel 4                      | Inspektor Bożena Dudała                                         | Anna Wieczur-Bluszcz      |
| 2022                | Niewidzialna wojna                                      | Ewa, matka Patryka                                              | Patryk Vega               |
| Seriale telewizyjne |                                                         |                                                                 |                           |
| 1992                | Kuchnia polska                                          | Ania Biesiekierska (odc.3)                                      | Jacek Bromski             |
| 1994                | Bank nie z tej ziemi                                    | Hania (odc.11)                                                  | Waldemar Dziki            |
| 1995                | Matki, żony i kochanki                                  | Klara                                                           | Juliusz Machulski         |
| 1998                | Matki, żony i kochanki II                               | Klara                                                           | Ryszard Zatorski          |
| 2000                | Na dobre i na złe                                       | Kinga Radwańska (odc.40)                                        | Teresa Kotlarczyk         |
| 2001                | Marszałek Piłsudski                                     | Wanda Juszkiewiczówna (odc.2)                                   | Andrzej Trzos-Rastawiecki |
| od 2003             | M jak miłość                                            | Magdalena Budzyńska (de domo Marszałek, primo voto Chodakowska) | różni                     |
| 2009                | Teraz albo nigdy!                                       | Olga (odc.39-44)                                                | Maciej Dejczer            |
| 2010                | Usta usta                                               | Anita (odc.15-18,20)                                            | różni                     |
| 2010–2011           | Prosto w serce                                          | Monika Milewska                                                 | różni                     |
| 2015                | Uwikłani                                                | sierżant Iza (odc.4)                                            | Anna Jadowska             |
| 2015                | O mnie się nie martw                                    | Zuzanna Szałaj (odc.34-39)                                      | Michał Rogalski           |
| 2015                | Nie rób scen                                            | ona sama (odc.6)                                                | Łukasz Palkowski          |
| 2019                | Za marzenia                                             | Miss Gabi                                                       | różni                     |
| 2020                | W rytmie serca                                          | Karolina Bednarska                                              | różni                     |
| 2021                | Komisarz Mama                                           | Klara, dziewczyna Łukasza                                       | Marcin Ziębiński          |
| 2022                | Miłość, seks & pandemia                                 | Kaja                                                            | Patryk Vega               |
| 2023                | Niewidzialna wojna                                      | Ewa, matka Patryka                                              | Patryk Vega               |

## Teatr
Teatr Telewizji
- 1996: Małgosia
- 1997: Księga raju jako Eteł – siostra Szczyłka
- 1997: Szara róża jako Basia
- 2000: Pracownia krawiecka jako Marie

## Polski dubbing
- 2008: Disco robaczki (tyt. oryg. Disco ormene) jako Muszka
- 2010: TV Superstars jako Anna Słodowa
- 2011: Roman barbarzyńca (tyt. oryg. Ronal barbaren) jako Ksenia
- 2015: Asteriks i Obeliks: Osiedle bogów (tyt. oryg. Astérix – Le Domaine des Dieux) jako Dulcia

## Producent
- 2011: Wędrowcy. Wigilia 2010
- 2024: Nadzieja (teatr)[24]
- 2025: Wacław rządzi (teatr)[25]

## Teledyski
- 2005: Krzysztof Kiljański i Kayah – „Prócz ciebie, nic”
- 2021: Poparzeni Kawą Trzy – „Kochać Cię” jako żona Ysego, Romka, Mariana, Piotrka i Wojtka

## Nagrody i nominacje
- 2007: laureatka nagrody „Świry” w kategorii Wydarzenie roku na 31. Festiwalu Polskich Filmów Fabularnych w Gdyni.
- 2010: nominacja do nagrody Viva! Najpiękniejsi w kategorii „Najpiękniejsza Polka”[36][37].
- 2010: nominacja w plebiscycie Kobieta Roku Glamour 2009[38].
- 2013: laureatka tytułu Kobieta Dekady „Glamour”[39].